# Moisei
Moisei (справжнє ім'я Мойсей Володимирович Бондаренко; нар. 15 березня 1999, с. Красноіванівка, Дніпропетровська область, Україна) — український музикант. Скрипаль.

## Життєпис
Мойсей народився 15 березня 1999 року в селі Красноіванівка, нині Саксаганської громади Кам'янського району Дніпровської області у християнській сім'ї. Наймолодший серед чотирьох братів, яких виховала мати, батько помер коли йому був рік.
У віці 13 років захопився музикою, а саме грою на скрипці і згодом на інших інструментах. Співав та грав у церковному хорі, вивчав Біблію. У віці 15 років почав заробляти грою на скрипці свої перші гроші, їздивши до міста Дніпро у ресторани.
Закінчивши 11 класів середньої школи у 2016 році, залишив свій дім і переїхав до Києва. Вступив до вищого навчального закладу, мав можливість провчитись там півроку, змінивши купу професій. Помандрувавши Європою, повернувся до Києва і створив перший гурт «Paranoizes» зі своїм другом-гітаристом, з яким разом навчались в університеті. Деякий час грав з іншими артистами у різних проектах.
25 лютого 2022 року був мобілізованим у лави Збройних сил України, після повномасштабного російського вторгнення в Україну.
У 2023 відвідав Америку з офіційним візитом та делегацією Міністерства ветеранів, де пройшов кабінетами конгресу і грав на скрипці, показавши свою роботу і важливість підтримки українців у цей час. Державний департамент, а також державний секретар США Ентоні Блінкен  відзначив  його візит особливим. Державне медіа Америки опублікувало його історію по всій країні.

## Творчість

### Євробачення 2023
Наприкінці 2022 року Moisei взяв участь у Національному відборі на "Євробачення-2023". 17 грудня з піснею "I'm Not Alone" виступив в фіналі, зайнявши сьому сходинку таблиці.

## Дискографія

#### Сингли
- «I'm Not Alone» (2022)
- «Я Не Один» (2022)